# Wschodniomałopolski Inspektorat Okręgowy Straży Granicznej
Wschodniomałopolski Inspektorat Okręgowy Straży Granicznej - utworzony wskutek podziału Małopolskiego Inspektoratu Okręgowego Straży Granicznej w grudniu 1934 inspektorat Straży Granicznej. Siedziba inspektoratu znajdowała się we Lwowie, funkcjonował do września 1939.

## Formowanie i zmiany organizacyjne
Rozkazem nr 2 z 8 września 1938 roku w sprawie terminologii odnośnie władz i jednostek organizacyjnych formacji, dowódca Straży Granicznej płk Jan Gorzechowski nakazał zmienić nazwę Wschodniomałopolskiego Inspektoratu Okręgowego Straży Granicznej na Wschodniomałopolski Okręg Straży Granicznej, dotychczasowy inspektorat okręgowy przemianował na komendę okręgu i wprowadził tytuł komendanta okręgu w miejsce dotychczasowego kierownika.
Rozkazem nr 12 z 14 lipca 1939 roku w sprawie reorganizacji placówek II linii i posterunków wywiadowczych oraz obsady personalnej, komendant Straży Granicznej gen. bryg. Walerian Czuma zniósł posterunek SG „Drohobycz”.
Rozkazem nr 13 z 31 lipca 1939 roku w sprawach [...] przeniesienia siedzib i zmiany przydziałów jednostek organizacyjnych, komendant Straży Granicznej gen. bryg. Walerian Czuma wydzielił Obwód Straży Granicznej „Jasło”  z Zachodniomałopolskiego Okręgu Straży Granicznej i przydzielił go do Wschodniomałopolskiego Okręgu Straży Granicznej.

## Służba graniczna
Rozkazem nr 1 z 27 marca 1936 roku w sprawach [...] zmian w niektórych inspektoratach okręgowych komendant Straży Granicznej płk Jan Jur-Gorzechowski ustalił linie rozgraniczenia:
- granica Śląskiego, Zachodnio- i Wschodniomałopolskiego Inspektoratu Okręgowego oraz Egzekutywa Oddziału Informacyjnego Komendy Straży Granicznej - linia od kamienia granicznego Nr 7 (styk Śląskiego Inspektoratu Okręgowego z Zachodniomałopolskim Inspektoratem Okręgowym) w kierunku miejscowości Bzie, Pawłowice, Mizerów z tym, że miejscowości Bzie, Pawłowice i Mizerów należą do Zachodnio-Małopolskiego Inspektoratu Okręgowego, następnie rzeką Pszczynką z tym, że miejscowość Pszczyna należy do Zachodniomałopolskiego Inspektoratu Okręgowego, następnie rzeką Korzenica do Wisły, dalej rzeką Wisłą aż do mostu kolejowego na linii Oświęcim-Chrzanów, stąd torem kolejowym do Chrzanowa z tym, że Chrzanów należy do Zachodnio-Małopolskiego Inspektoratu Okręgowego, dalej torem kolejowym do Szczakowa, Strzemieszyc, Olkusza i Wolbromia, z tym, że Szczakowa, Olkusz i Wolbrom należą do Zachodnio-Małopolskiego Inspektoratu Okręgowego, natomiast miejscowość Strzemieszyce - do Śląskiego Inspektoratu Okręgowego, dalej od Wolbromia w kierunku miejscowości Żarnowiec z tym, że Żarnowiec należy do Zachodniomałopolskiego Inspektoratu Okręgowego, dalej rzeką Pilicą aż do południowej granicy powiatu koneckiego. Dalej granica Zachodnio-Małopolskiego Inspektoratu Okręgowego biegnie południową granicą powiatu koneckiego, aż do Skarżyska, następnie linią kolejową Skarżysko, Ostrowiec, Chmielów, Sandomierz z tym, że Skarżysko, Wierzbnik, Ostrowiec, Chmielów, należą do Oddziału Informacyjnego Komendy Straży Granicznej, a Sandomierz do Zachodniomałopolskiego Inspektoratu Okręgowego. Dalej granicę Zachodniomałopolskiego Inspektoratu Okręgowego stanowiła rzeka San od ujścia jego do Wisły aż do ujścia doń rzeki Wisłok, po czym rzeką Wisłok aż do Łańcuta, po czym linia miejscowości Łańcut, Brzozów, górny bieg rzeki Wisłoku do kamienia granicznego nr 21 (styk Zachodniomałopolskiego Inspektoratu Okręgowego ze Wschodniomałopolskim Inspektoratem Okręgowym) z tym, że Łańcut i Brzozów należały do Zachodniomałopolskiego Inspektoratu Okręgowego.
- Granica Wschodniomałopolskiego Inspektoratu Okręgowego z Korpusem Ochrony Pogranicza - ustalona rozkazem z dnia 16 maja 1928 roku  (styk granicy polsko-rumuńskiej z Dniestrem w rejonie miejscowości Zęzowa, w tym koryto Dniestru dla Korpusu Ochrony Państwa) - pozostawała bez zmian z tym, że teren działania Straży Granicznej na wschodzie ograniczony był linią powiatów: Buczacz, Zaleszczyki, Czortków, Skałat i Zbaraż.

## Kierownik inspektoratu/komendant okręgu
- nadinspektor Marian Prosołowicz[5]

## Struktura organizacyjna
- Inspektorat Graniczny „Sambor”
- Inspektorat Graniczny „Stryj”
- Inspektorat Graniczny „Kołomyja”

W sumie dzielił się na 12 komisariatów i 80 placówek, chronił granicę o długości 650 km.